# Haswellia emarginata
Haswellia emarginata är en kräftdjursart som först beskrevs av William Aitcheson Haswell1882.  Haswellia emarginata ingår i släktet Haswellia och familjen klotkräftor. Inga underarter finns listade i Catalogue of Life.